# Матч за звание чемпиона мира по международным шашкам среди женщин 2024
Матч за звание чемпионки мира по международным шашкам 2024 года проводился с 19 по 31 декабря 2024 года в Вагенингене Нидерланды между чемпионкой мира 2023 года международным гроссмейстером Викторией Мотричко (Украина) и претенденткой, международным гроссмейстером Дарьей Ткаченко (Нидерланды), занявшей на этом же чемпионате второе место. Матч состоял из 12 партий с классическим контролем времени по одной партии в день. После 12 партий победитель не определился и 31 декабря игрался тай-брей. Главный арбитр матча Любляна Турий. Там же одновременно проводился матч за звание чемпиона мира между Юрием Аникеевым (Украина) и Яном Грунендейком (Нидерланды).
Проведение матча планировалось на родине чемпионки, что оказалось невозможным в нынешней ситуации.
В матче из 12 партий обе спортсменки одержали по одной победе. Вторую победу на тай-брейке в партиях с укороченный контролем времени одержала Дарья Ткаченко, и согласно регламента, она после 13-летнего перерыва завоевала свой пятый титул чемпионки мира.

## Регламент
Матч состоит из 12 партий с классическим контролем времени — 90 минут на 45 ходов, далее ещё 30 минут + 30 секунд за ход, начиная с 46 хода. Спортсменка набравшая наибольшее количество очков завоёвывает титул чемпионки мира, при условии, что она выиграла не менее 2 партий из 12. В противном случае проводится тай-брейк, пока одна из спортсменок не одерживает вторую победу (с учётом побед в партиях с классическим контролем времени).
Тай-брейк состоит из 2 партий в формате рапид с контролем времени 20 минут плюс 10 секунд на ход, за которыми следуют 4 партии в блиц (10 минут + 5 секунд за ход) и партия в суперблиц с контролем времени 10 минут + 2 секунды на ход.
- Если после классических партий счёт ничейный, то тай-брейк играется до первой победы. Победительница становится новой чемпионкой мира.

- Если после 12 партий счёт по количеству побед 1-0, то спортсменки играют до двух побед с учётом победы на первом этапе и возможный окончательный счёт 2-0, 2-1 или 1-2. При счёте 1-1, тай-брейк начинается снова с партий в формате рапид. Тай-брейк заканчивается, когда одна из спортсменок одерживает вторую победу.

Во время фазы тай-брейка в играх супер-блица запрещено общаться с игроками во время перерывов между партиями.
Если исход матча определится до начала 12-й партии, спортсменки будут обязаны сыграть все 12 партий.

## Результаты
| Место | Имя               | Страна     | Рейтинг FMJD | 1 | 2 | 3 | 4 | 5 | 6 | 7 | 8 | 9 | 10 | 11 | 12 | Очки | Кол-во побед |
| ----- | ----------------- | ---------- | ------------ | - | - | - | - | - | - | - | - | - | -- | -- | -- | ---- | ------------ |
| 1     | Виктория Мотричко | Украина    | 2278         | 1 | 1 | 1 | 1 | 0 | 1 | 1 | 2 | 1 | 1  | 1  | 1  | 12   | 1            |
| 1     | Дарья Ткаченко    | Нидерланды | 2256         | 1 | 1 | 1 | 1 | 2 | 1 | 1 | 0 | 1 | 1  | 1  | 1  | 12   | 1            |

### Тай-брейк
| Место | Имя               | Страна     | Рейтинг FMJD | Рапид партия 1 | Рапид партия 2 | Кол-во побед | Общее кол-во побед |
| ----- | ----------------- | ---------- | ------------ | -------------- | -------------- | ------------ | ------------------ |
| 1     | Дарья Ткаченко    | Нидерланды | 2256         | 1              | 2              | 1            | 2                  |
| 2     | Виктория Мотричко | Украина    | 2278         | 1              | 0              | 0            | 1                  |